# Jelmer Jepsen
Jelmer Jepsen (Wageningen, 1976) is een Nederlandse schrijver. Hij is opgegroeid in Wageningen en Leersum en studeerde Communicatiewetenschappen. Jepsen debuteerde in 2013 bij uitgeverij Prometheus met de semi-autobiografische roman Vallen als het heet is. Na nog twee romans, schreef hij in 2019 een kinderboek, getiteld Stuntvlogger Sam en de Wolf van Weverseind. Dit boek is de eerste in een geplande reeks rond de 11-jarige vlogger Sam.
In 2017 was Jepsen radiogast in het VPRO-programma Nooit meer slapen. Daar vertelde hij uitgebreid over zijn leven en de urgentie om te schrijven. 